# 高気圧酸素治療

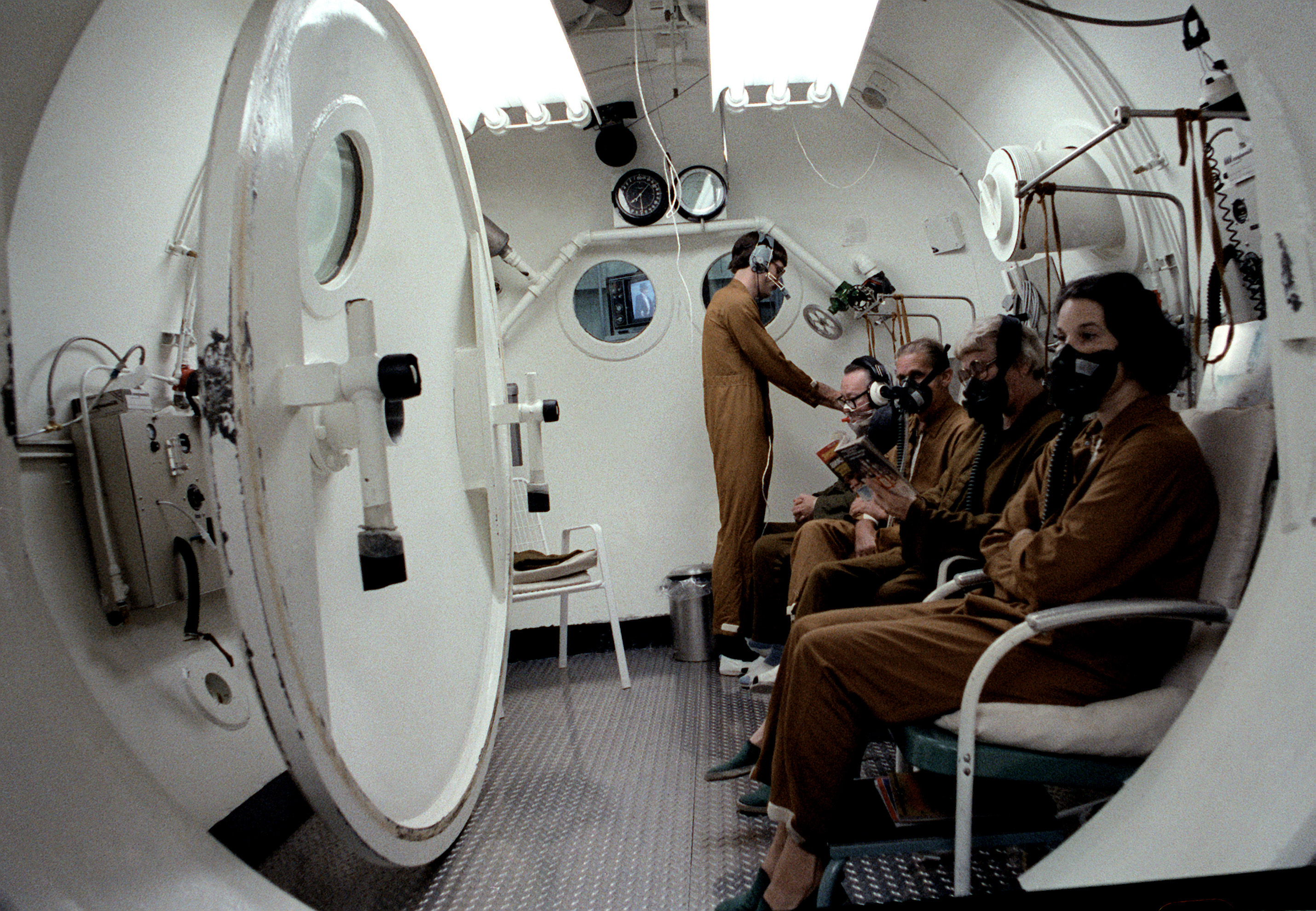
航空宇宙医学校の高圧酸素治療部の高圧酸素療法室で治療を受けている患者たち

高気圧酸素治療（こうきあつさんそちりょう、英語: Hyperbaric oxygen therapy、HBO、HBOT）とは、大気圧よりも高い気圧環境の中に患者を収容し、この患者に高濃度の酸素を吸入させることによって、病態の改善を図る治療の事である。

## 概要
高気圧環境下での高濃度酸素吸入による生理的、化学的、物理的作用により病態の改善を図る。酸素は、通常の大気圧環境下に於いて、97%が血液中のヘモグロビンと結合する事により体内（血中）に運ばれる。物理的に溶解した溶解型酸素による組織への運搬は非常に少量で、3 %にすぎない。
しかし、高気圧環境下での高濃度酸素吸入による酸素分圧の増加に比例して、溶解型酸素が増加するので、酸素の運搬が低下している病態においては、HBOの治療効果が発揮される。代表的な適応疾患にはバージャー病などの末梢血行障害や一酸化炭素中毒がある。
一酸化炭素 (CO) は、酸素より250倍もヘモグロビンに結合しやすいために、酸素とヘモグロビンとの結合を阻害して、一酸化炭素ヘモグロビン (COHb) となる。そのことで、赤血球は、酸素を全身に運ぶことができなくなってしまい、全身の組織では酸素不足になってしまう。COHb濃度が10 - 20%の中等症なら、100%酸素を吸入させる。
COHb濃度が20%以上の重症であれば、高圧タンクによる高圧酸素治療が必要になる。通常は大気圧の2倍の2,028ヘクトパスカルで1時間、酸素のあるタンクに入る。酸素分圧を増加させて、ヘモグロビンに結合している一酸化炭素が、酸素と置き換わりやすい条件にしてやるわけである。
また、嫌気性細菌などに対する殺菌作用が、HBOにおける化学的治療効果である。高圧力による物理的作用により、減圧症のために血中で泡沫化したガスを消失させる効果もある。

## 治療
概ね10分 - 15分程度をかけて装置内の気圧を高め、その後に一定時間（多くの場合60分程度）安定した高気圧環境下に患者をおく。規定の加圧時間が経過した後に昇圧と同等またはやや長い時間をかけて減圧する。昇圧と減圧に時間を掛けるのは気圧の急変による患者の身体への負担をなくすためである。
急減圧による重大な副作用としては、減圧症が挙げられる。治療に使用される装置には、1名の患者のみを収容する第1種装置と、2名以上の患者を同時に収容し、又は治療に従事する医療職員を患者とともに収容する第2種装置とがある。この治療の重大なリスクとしては、酸素中毒と火災が挙げられる（後述）。

### 第1種装置
患者1名を収容し、多くの場合には高濃度の酸素を装置内に送出する事により加圧する。減圧症の症例に対しては、空気により加圧し、マスクを用いて別に酸素を吸入させる方法をとる場合もある。密閉された空間に患者のみを収容する上、急な体調不良を患者が訴えた際にも、減圧症や閉所恐怖症の危険があり、急減圧による治療中止がある事から、血圧や心拍測定や問診による事前のバイタルチェックがより重要となる。

### 第2種装置
概ね4 - 6名程度の患者を同時に収容できる装置で、患者のほかに医師や看護師なども同時に入室し、患者の容態を監視できる利点がある。第1種装置よりも多くの医療機器を収容しているため、火災の危険が高くなる事と、患者よりも頻繁に装置内にて高気圧環境下に曝露される機会の多い、医療者への酸素中毒の危険性を軽減させる2つの理由から、空気による加圧が一般的である。

## 診療報酬が適用される主な疾患

### 救急的なもの
- 一酸化炭素中毒その他のガス中毒（間歇型を含む）
- ガス壊疽
- 空気塞栓または急性減圧症候群
- 急性末梢血管障害
- 重症の熱傷または凍傷
- 広汎挫傷または中等度以上の血管断裂を伴う末梢血管障害ショック
- 急性心筋梗塞その他の急性冠不全
- 脳塞栓、重症頭部外傷、若しくは開頭術後の意識障害または脳浮腫
- 重症の低酸素性脳機能障害
- 腸閉塞（イレウス）
- 網膜動脈閉塞症
- 突発性難聴
- 重症の急性脊髄障害

### 非救急的なもの
- 放射線または抗癌剤治療と併用される悪性腫瘍
- 難治性潰瘍を伴う末梢循環障害
- 皮膚移植
- 脳血管障害、重症頭部外傷開頭術後の運動麻痺
- 一酸化炭素中毒後遺症
- 脊髄神経疾患
- 骨髄炎または放射線壊死

## 危険性
重大なリスクとしては、酸素中毒と火災が挙げられる。高気圧環境下においては僅かな発火元であっても一気に火勢が拡大するため、HBOのなかでも最大のリスクとして認識されており、各医療機関において十分な対策がとられている。とくに、下記の物品の持込は厳禁であり、入室前の患者に対する入念なボディチェックが重要とされる。また、静電気によっても発火する恐れがあるために、皮脂を含む油汚れのない木綿100%の衣類を着用する事が重要である。ただし、日本高気圧環境医学会の定める治療指針に従えば、火災などのリスクは通常の気圧環境下と同等程度に軽減できるとされる。

### 持ち込み禁止の品
- マッチ
- ライター (ジッポーも含む)
- タバコ
- カイロ (使い捨て含む)
- その他の保暖器具
- 時計
- ラジオ
- 携帯電話その他電気・電子機器
- 消毒用アルコール
- ベンジン
- 油脂類